# Nicolás Kicker
Nicolás Kicker (Merlo, 16 d'agost de 1992) és un tennista argentí.